# 龙子湖站
龙子湖站是郑州地铁1号线与12号线的地铁换乘站，位于中华人民共和国河南省郑州市郑东新区（行政区划属金水区）龙子湖湖心岛东侧明理路与平安大道交叉口处，于2017年1月12日启用。

## 车站结构
龙子湖站分为1号线车站和12号线车站两部分，1号线车站的主体结构位于明理路与平安大道交叉口地下，沿明理路呈南北向布置，12号线车站的主体结构位于1号线车站西侧的平安大道地下，沿平安大道呈东西向布置，与1号线车站呈“T”形交叉。

### 车站楼层
龙子湖站1号线车站为地下二层车站，B1层为站厅层，B2层为1号线站台层。12号线车站为地下三层车站，B1层为站厅层，B2层为设备层，B3层为12号线站台层。

#### 1号线车站楼层
| 1F  | 地面     | A-D出入口                                                          | A-D出入口                                                          | A-D出入口                                                          |
| B1F | 站厅     | 客服中心、自动售票机、行李检查、闸机、车站控制室 连通 █ 12号线站厅 | 客服中心、自动售票机、行李检查、闸机、车站控制室 连通 █ 12号线站厅 | 客服中心、自动售票机、行李检查、闸机、车站控制室 连通 █ 12号线站厅 |
| B2F | █ 1号线  | 往河南工业大学方向（市体育中心）                                   | 往河南工业大学方向（市体育中心）                                   | 往河南工业大学方向（市体育中心）                                   |
| B2F | 岛式站台 | 卫生间                                                             | 至站厅 至 █ 12号线站台                                             |                                                                    |
| B2F | █ 1号线  | 往河南大学新区方向（文苑北路）                                     | 往河南大学新区方向（文苑北路）                                     | 往河南大学新区方向（文苑北路）                                     |

#### 12号线车站楼层
| 1F  | 地面     | E、F出入口                                                        | E、F出入口                                                        | E、F出入口                                                        |
| B1F | 站厅     | 客服中心、自动售票机、行李检查、闸机、车站控制室 连通 █ 1号线站厅 | 客服中心、自动售票机、行李检查、闸机、车站控制室 连通 █ 1号线站厅 | 客服中心、自动售票机、行李检查、闸机、车站控制室 连通 █ 1号线站厅 |
| B2F | 设备层   | 车站设备                                                          | 车站设备                                                          | 车站设备                                                          |
| B3F | █ 12号线 | 往梁湖方向（龙子湖西）                                            | 往梁湖方向（龙子湖西）                                            | 往梁湖方向（龙子湖西）                                            |
| B3F | 岛式站台 | 卫生间                                                            | 至站厅                                                            | 至 █ 1号线站台                                                    |
| B3F | █ 12号线 | 往龙子湖东方向（龙子湖东）                                        | 往龙子湖东方向（龙子湖东）                                        | 往龙子湖东方向（龙子湖东）                                        |

### 站厅
龙子湖站的1号线车站和12号线车站各设1座站厅，均位于B1层，各设有客服中心、自助售票机、行李检查、车站控制室等设施。站厅由闸机和栏杆分隔为付费区和非付费区，付费区位于1号线站台西侧部分和12号线站厅南侧部分，12号线站厅的东端与1号线站厅连通，付费区和非付费区均互相连接，但非付费区之间的连接通道需经过行李检查。两座站厅的付费区内均设有扶手电梯、步梯和无障碍电梯，分别连接对应的站台。1号线车站和12号线车站各设1个车站控制室，分别设于1号线站厅南端近A口通道处以及12号线站厅西端近F口通道处。12号线站厅靠近F口通道处设有卫生间和母婴室。

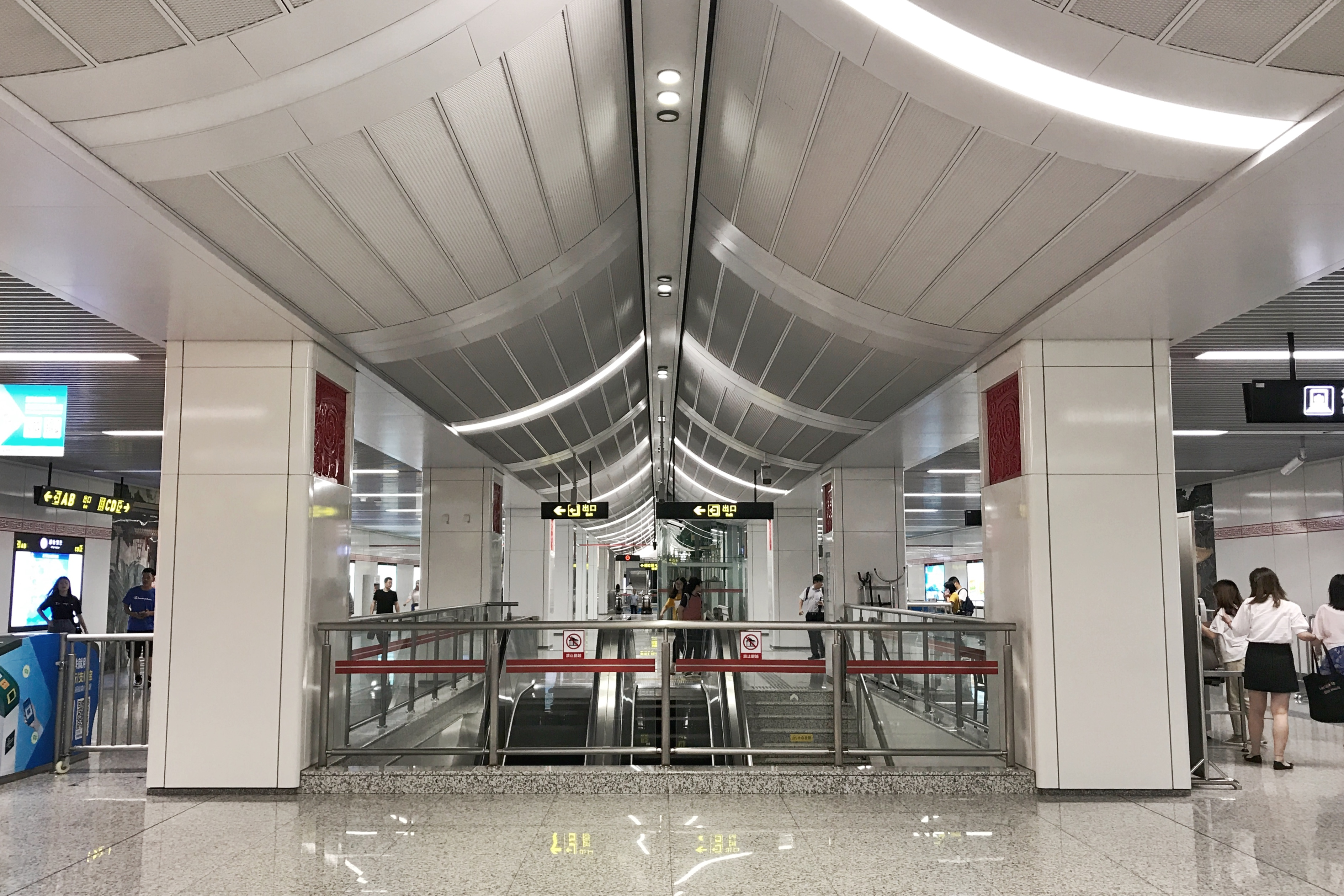
1号线站厅
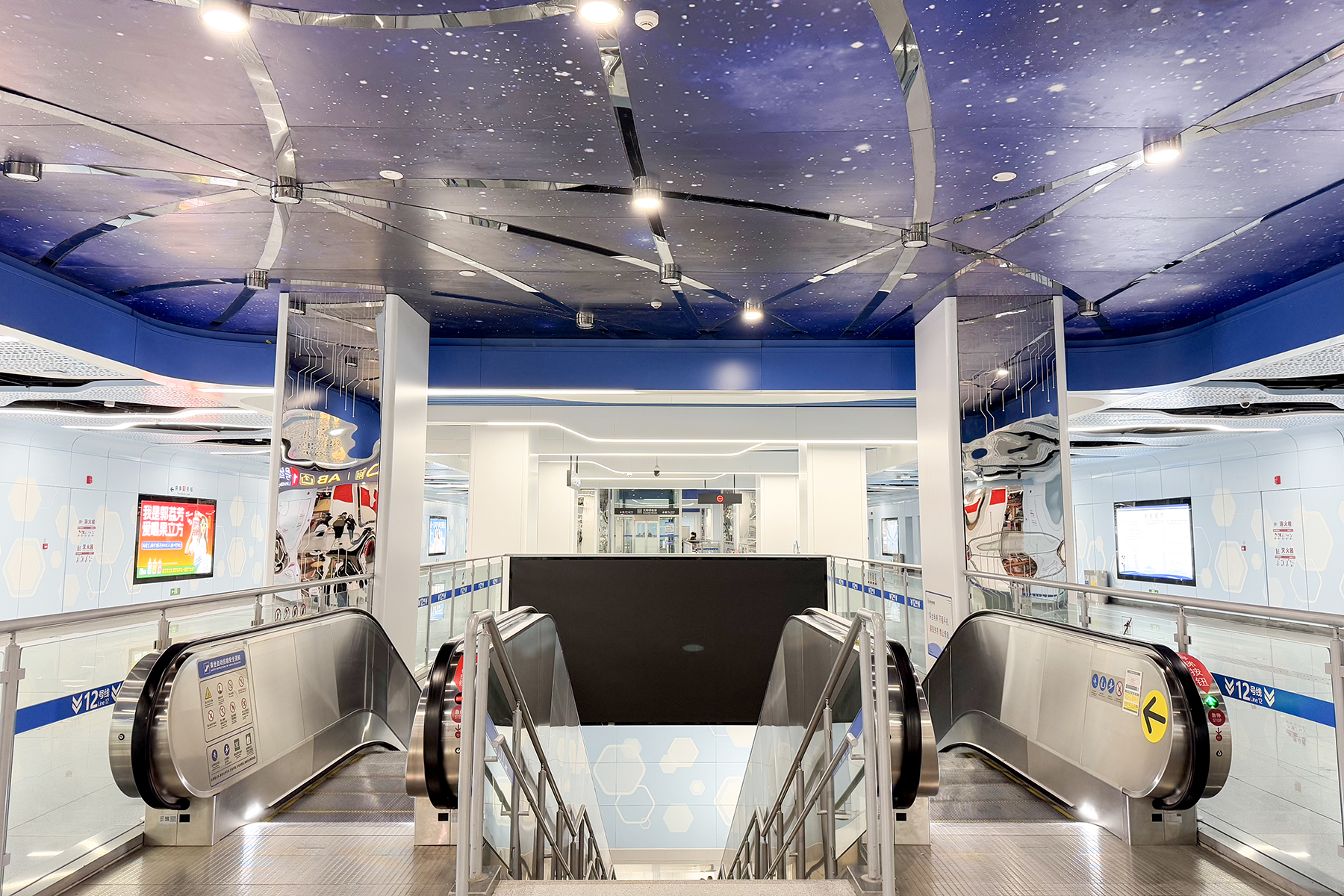
12号线站厅
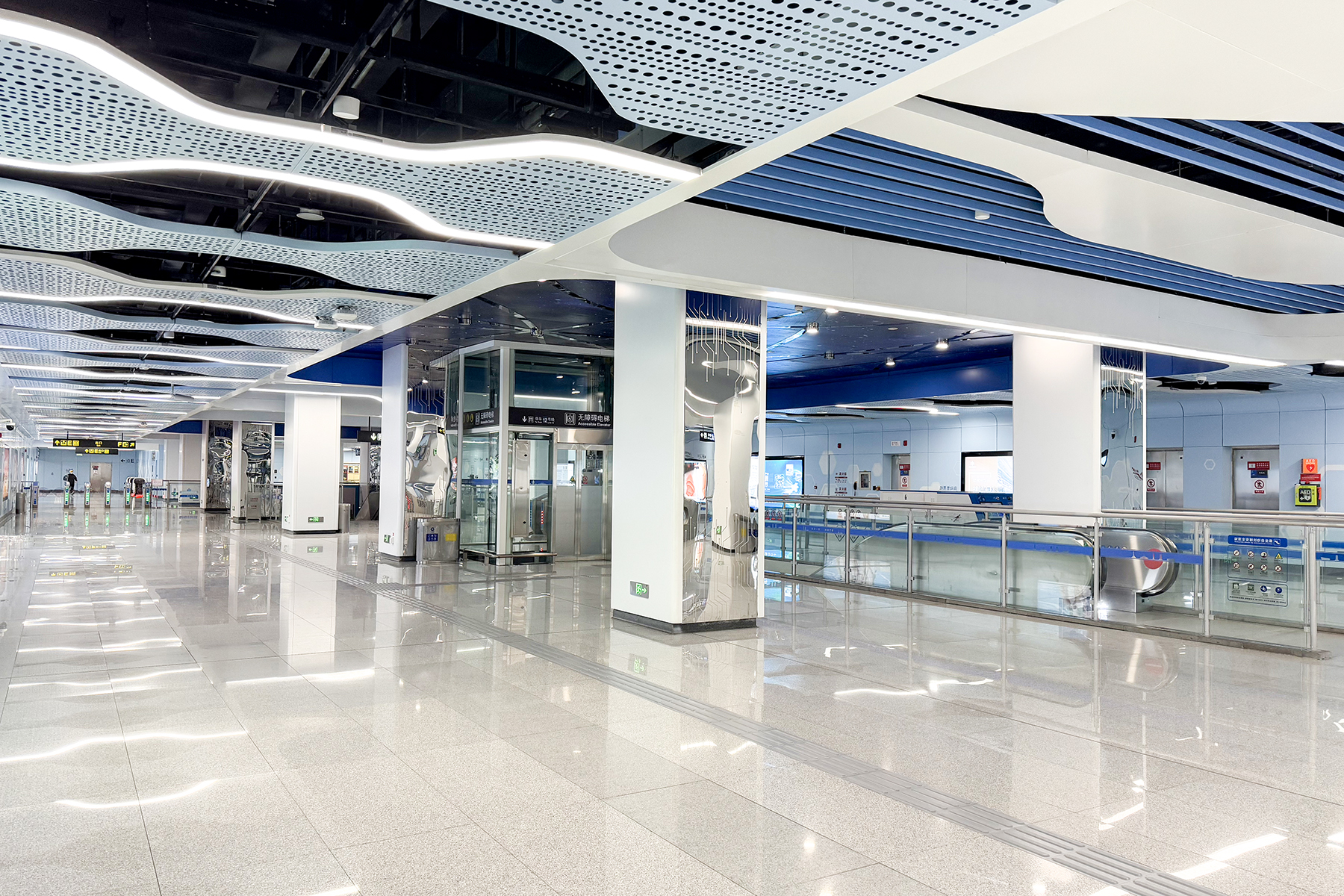
12号线站厅
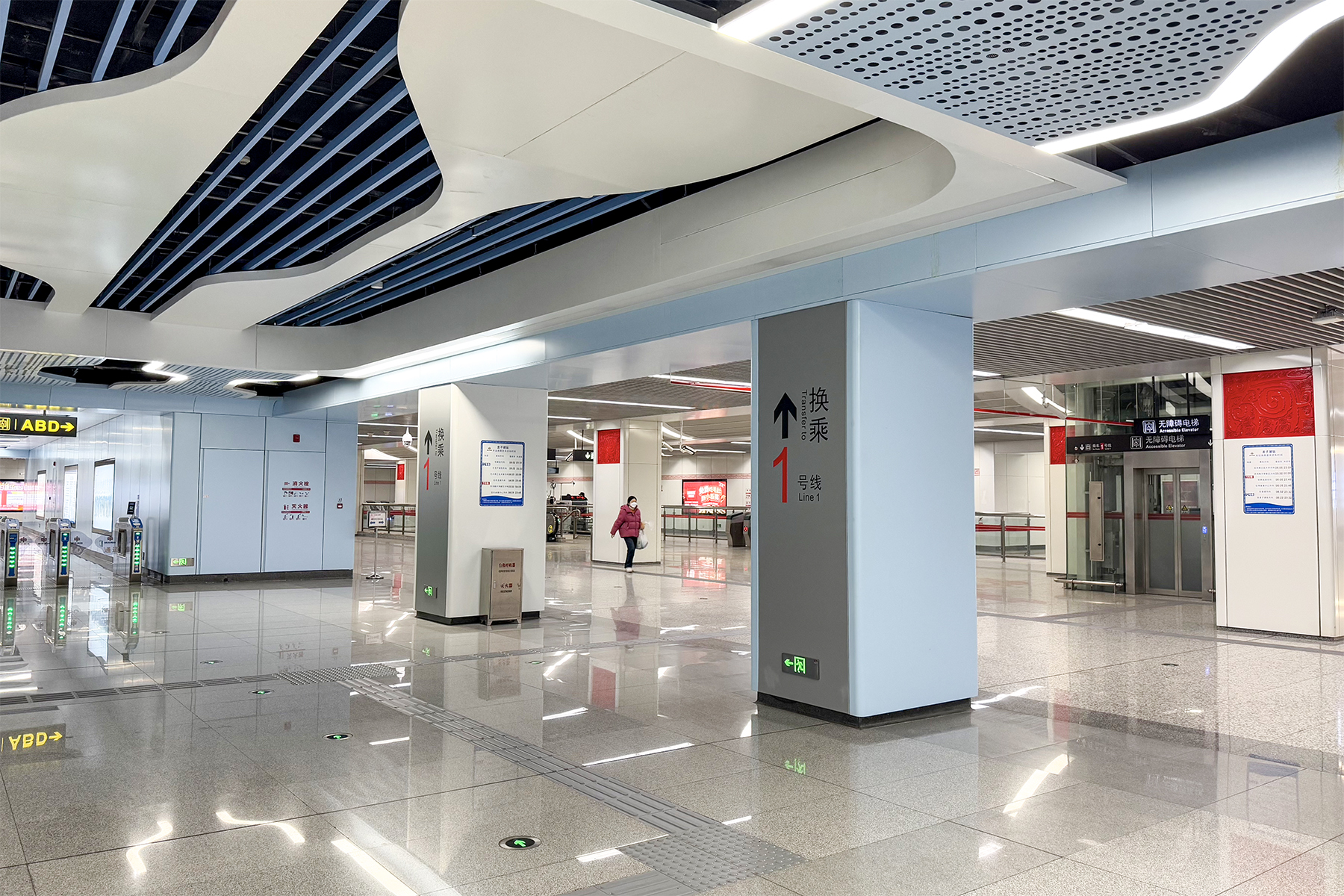
12号线站厅与1号线站厅连接处

### 站台
龙子湖站的1号线车站和12号线车站各设一座岛式站台，均安装有高站台门。1号线站台位于B2层，呈南北走向，东侧站台面由河南大学新区方向的列车使用，西侧站台面由河南工业大学方向的列车使用，在站台南端设有卫生间和母婴室。12号线站台位于B3层，呈东西向，南侧站台面由龙子湖东方向列车的使用，北侧站台面由梁湖方向的列车使用，在站台西端设有卫生间和母婴室。
该站的两座岛式站台呈“T”形相交，在1号线站台中部设有楼梯通道通往12号线站台东端，形成T形换乘节点。

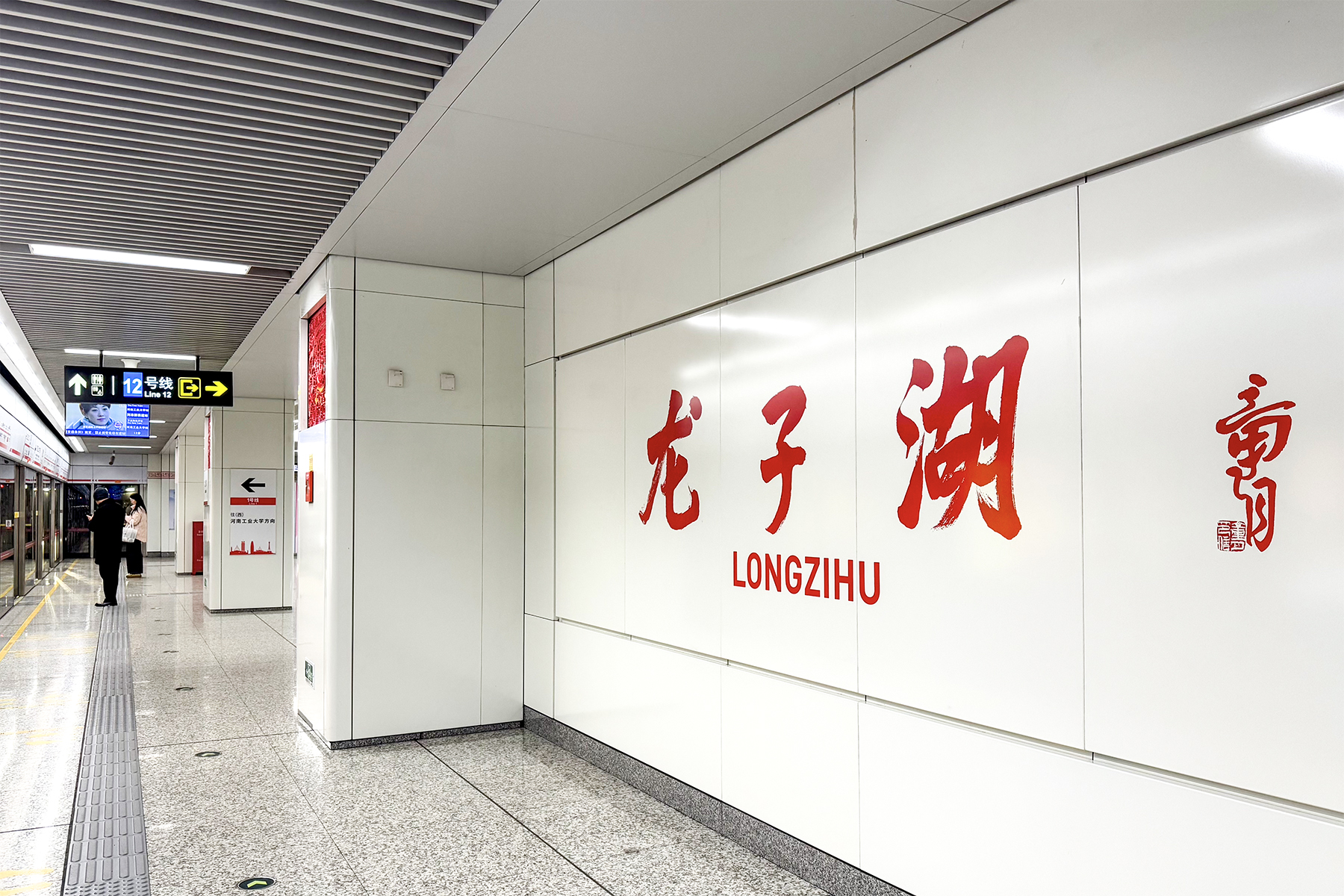
1号线站台上的书法大字壁
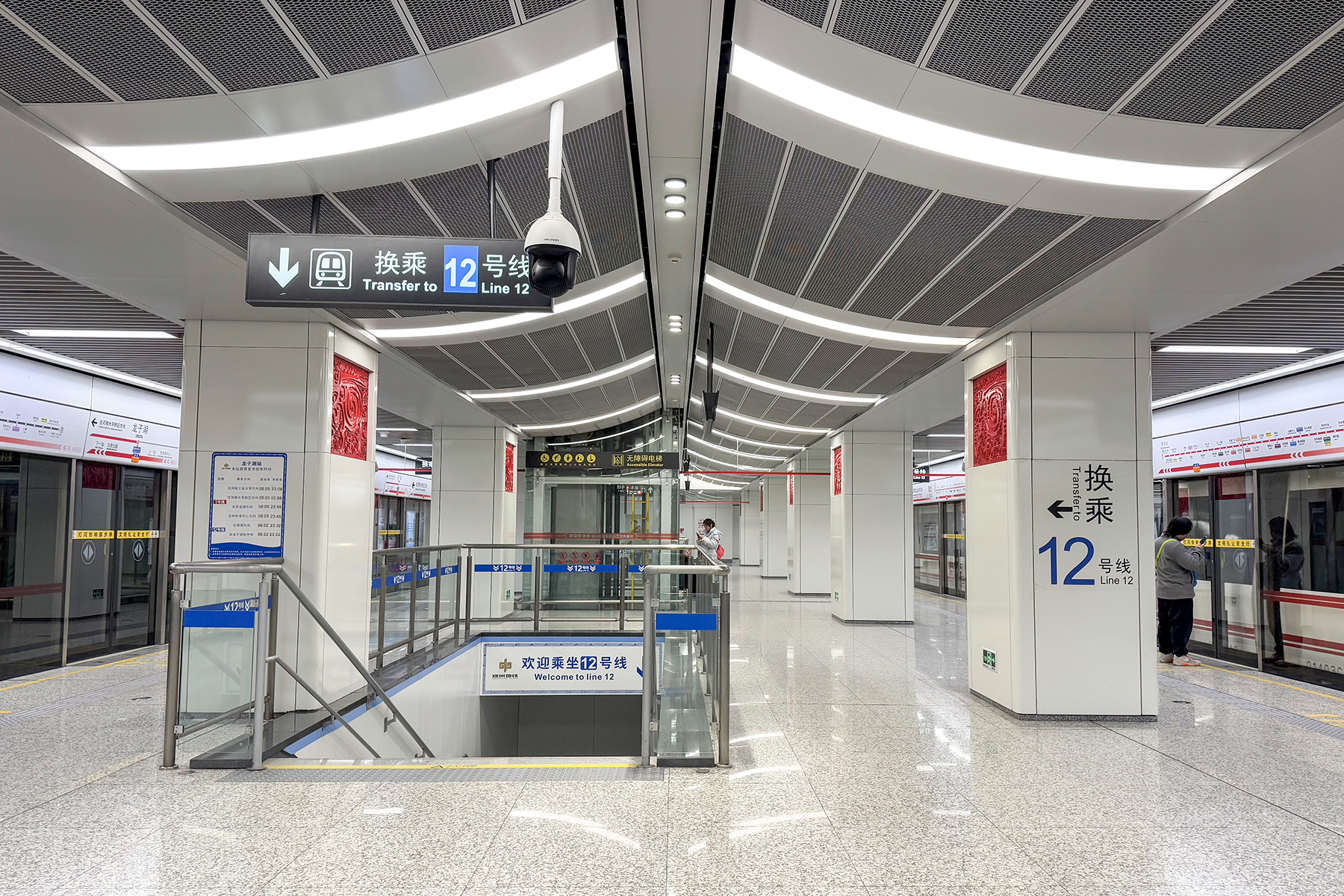
1号线站台中部的换乘节点，通向12号线站台东端
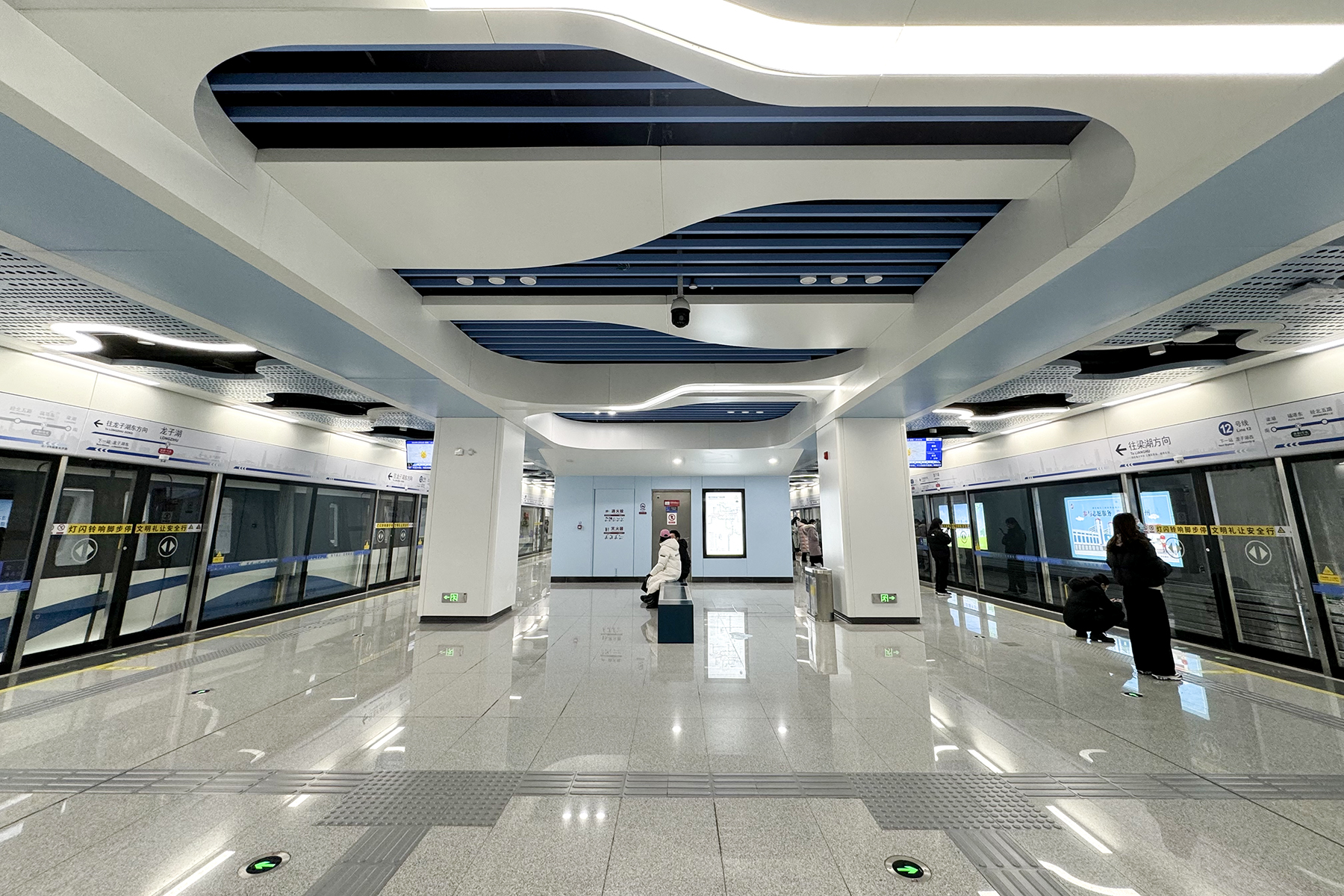
12号线站台
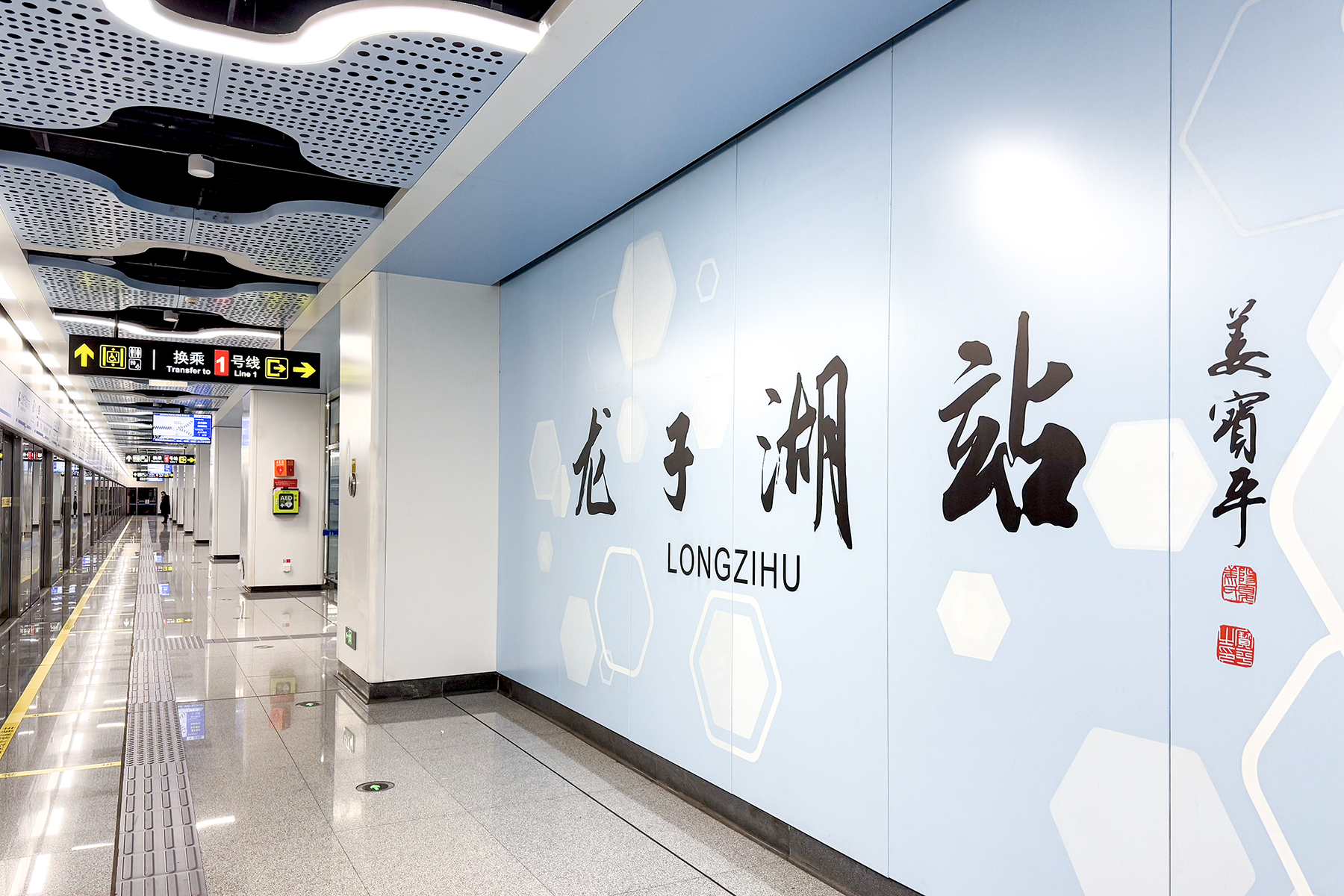
12号线站台上的书法大字壁
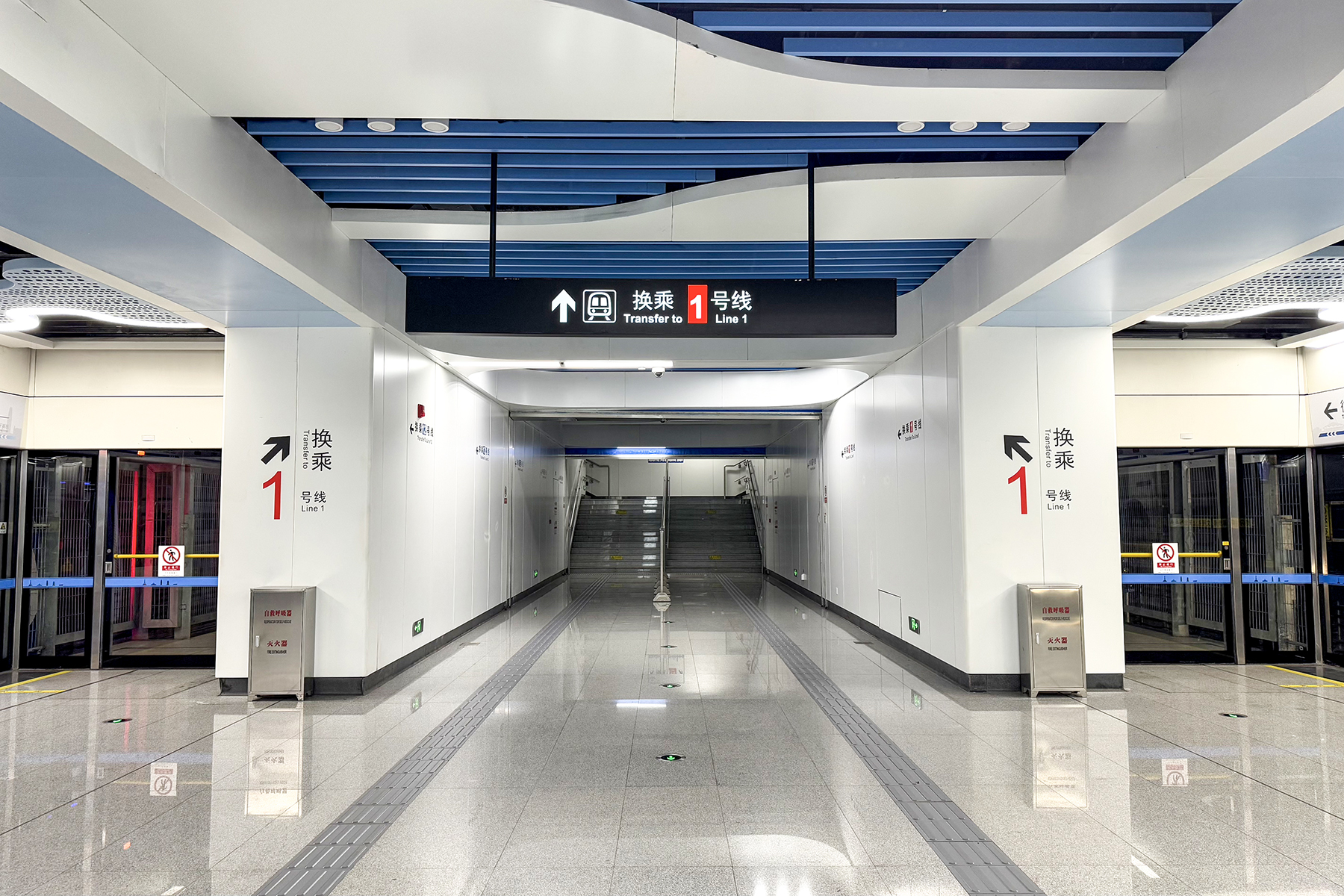
12号线站台东端的换乘节点，通向1号线站台中部

### 出入口
龙子湖站有6个出入口，其中A-D口分别位于明理路与平安大道交叉口的四角，与1号线站厅的非付费区相连，E、F口分别位于路口以西的平安大道的南侧和北侧，与12号线站厅的非付费区相连，C口可同时连接1号线站厅和12号线站厅。C口和E口设有无障碍电梯。
| 明理路平安大道 | 明理路平安大道 | 明理路平安大道 | 明理路平安大道   | 明理路平安大道 |
| 编号           | 路线           | 路线           | 路线             | 备注           |
| -------------- | -------------- | -------------- | ---------------- | -------------- |
| 278            | 博学路公交站   | ⇆              | 七里河南路陇海路 |                |

| 明理路平安大道北 | 明理路平安大道北 | 明理路平安大道北 | 明理路平安大道北 | 明理路平安大道北 |
| 编号             | 路线             | 路线             | 路线             | 备注             |
| ---------------- | ---------------- | ---------------- | ---------------- | ---------------- |
| S177             | 会展中心外环     | ⇆                | 北三环行健街     |                  |

| 明理路平安大道 | 明理路平安大道 | 明理路平安大道 | 明理路平安大道 | 明理路平安大道 |
| 编号           | 路线           | 路线           | 路线           | 备注           |
| -------------- | -------------- | -------------- | -------------- | -------------- |
| S177           | 会展中心外环   | ⇆              | 北三环行健街   |                |

| 平安大道中道中路 | 平安大道中道中路 | 平安大道中道中路 | 平安大道中道中路 | 平安大道中道中路 |
| 编号             | 路线             | 路线             | 路线             | 备注             |
| ---------------- | ---------------- | ---------------- | ---------------- | ---------------- |
| 278              | 博学路公交站     | ⇆                | 七里河南路陇海路 |                  |
| S177             | 会展中心外环     | ⇆                | 北三环行健街     |                  |

| 平安大道明理路 | 平安大道明理路 | 平安大道明理路 | 平安大道明理路   | 平安大道明理路 |
| 编号           | 路线           | 路线           | 路线             | 备注           |
| -------------- | -------------- | -------------- | ---------------- | -------------- |
| 278            | 博学路公交站   | ⇆              | 七里河南路陇海路 |                |

## 车站装饰
龙子湖站位于龙子湖高校园区，车站周边高校林立，该站1号线站厅在装修上以“书院文化”为主题，设有四面展示中国古代四大书院的文化墙。

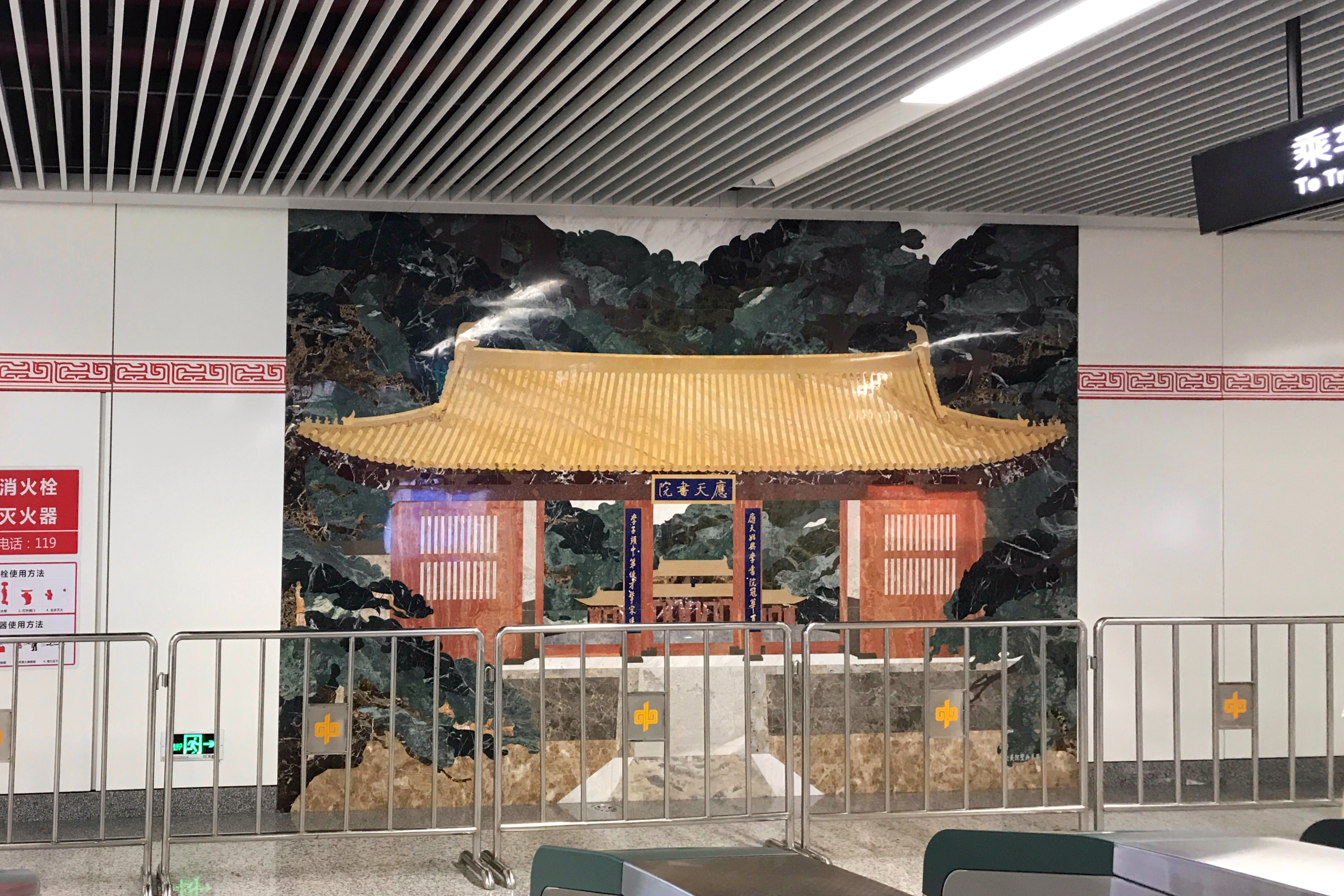
应天书院文化墙（位于1号线站厅东南部）
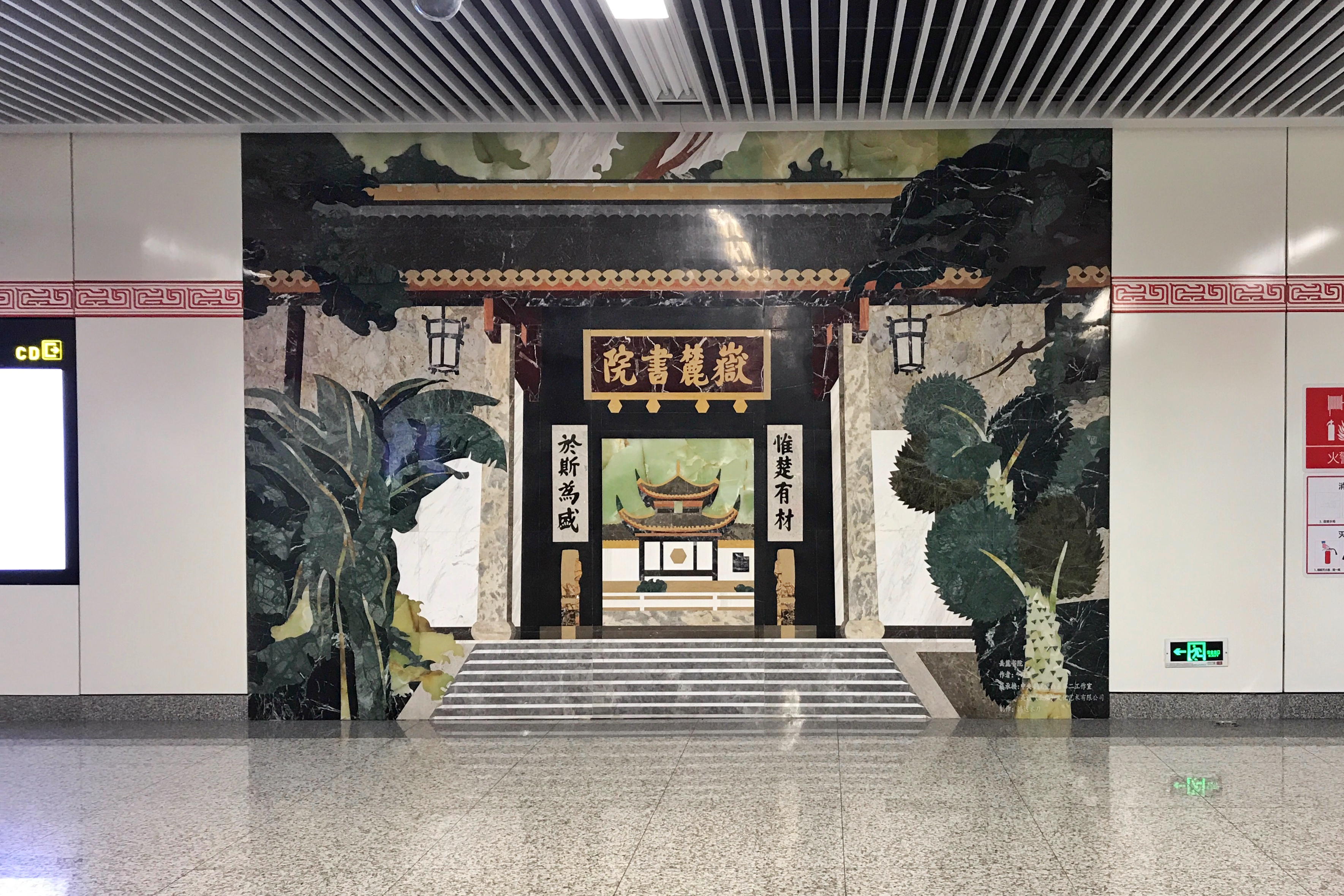
岳麓书院文化墙（位于1号线站厅西南部）
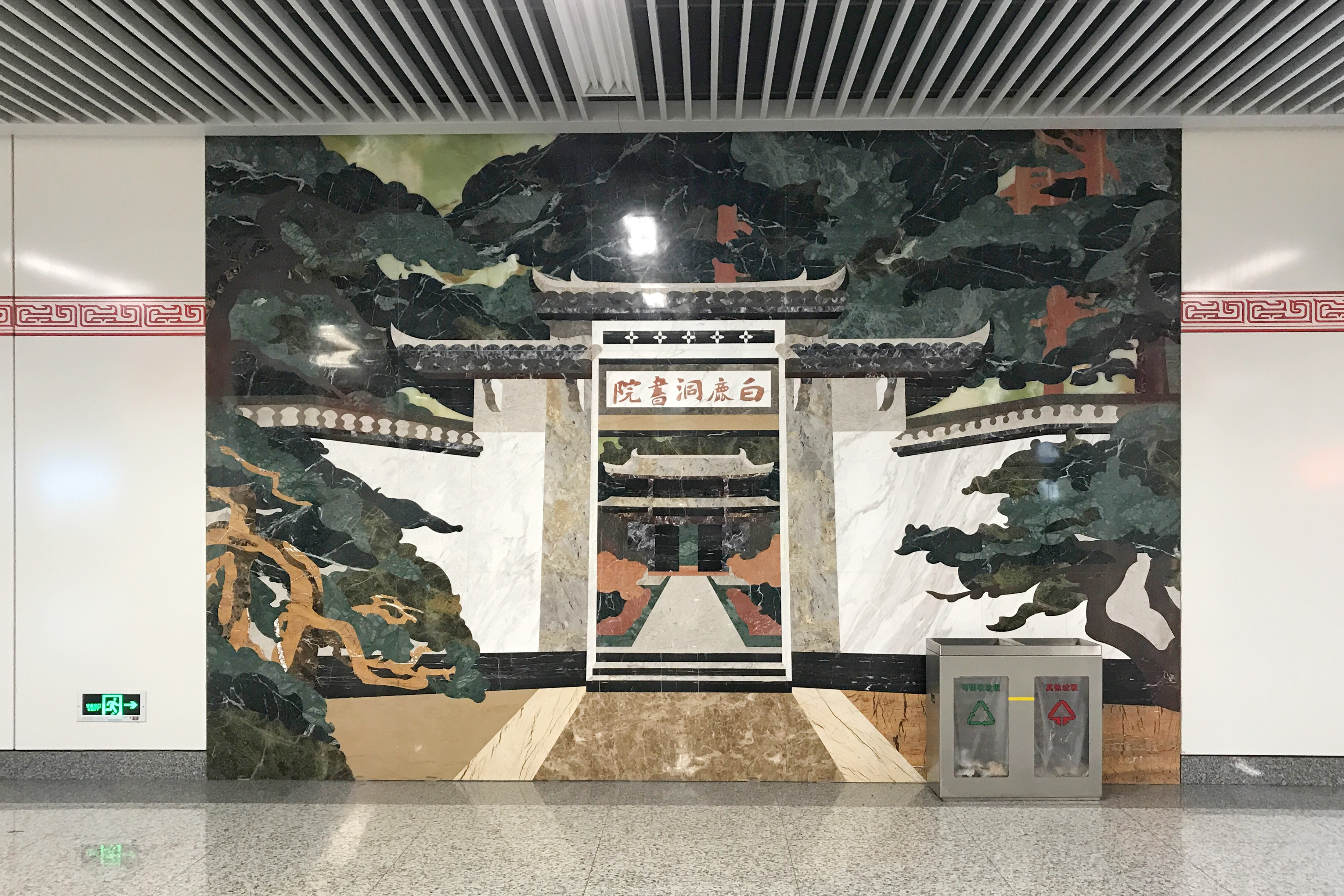
白鹿洞书院文化墙（位于1号线站厅西北部）
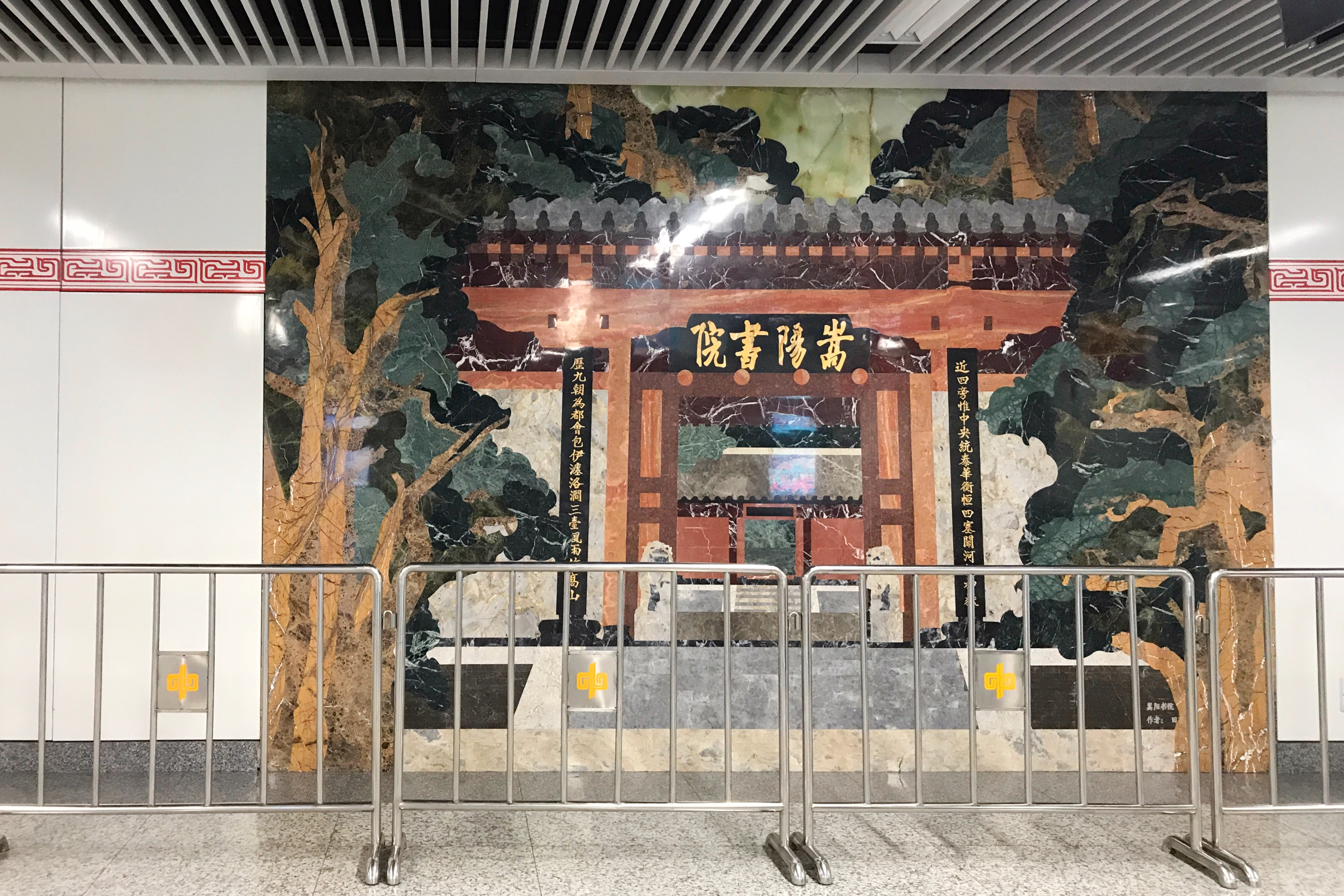
嵩阳书院文化墙（位于1号线站厅东北部）

龙子湖站的1号线和12号线站台上均设有书法站名大字壁，其中1号线的站名由书法家童月题写，12号线的站名由河南省书法家协会副主席姜宝平题写。该站车站出入口的设计上亦与郑州地铁大多数车站的常规设计风格有所不同。该站1号线车站的部分出入口在设计上以“春茧”作为建筑造型的设计主题，喻指莘莘学子毕业之后“破茧成蝶”迎接美好未来。

## 历史

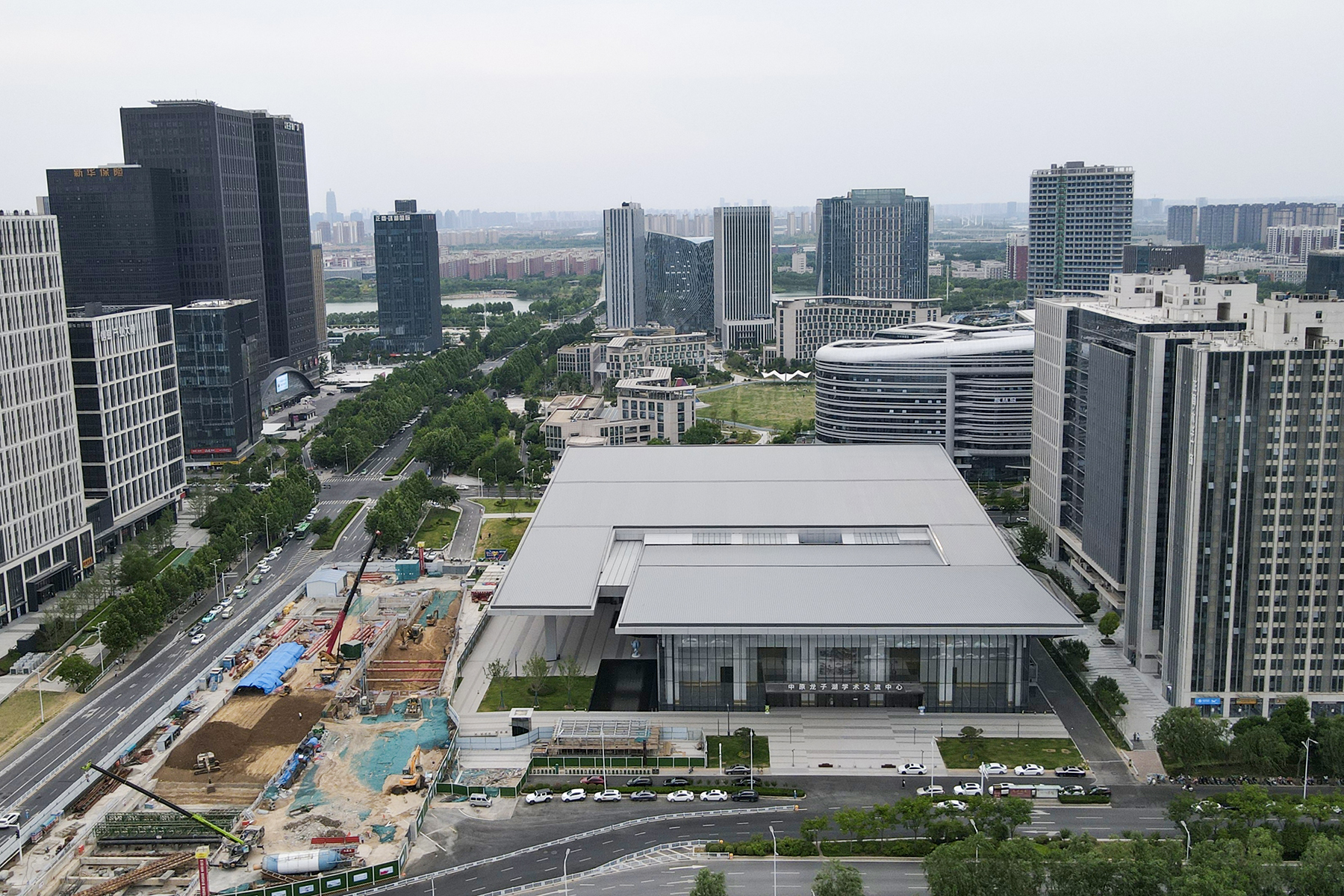
2022年5月，12号线龙子湖站的工地（左下角）

龙子湖站于2014年动工兴建，2017年1月12日随1号线二期工程开通使用。
2023年7月14日起，本站C出入口及C出入口通道无障碍电梯因受施工影响临时关闭进行重建，并于重建完成后重新开放。
2023年12月20日，随着郑州地铁12号线的通车运营，该站成为1号线和12号线的两座换乘站之一（另一座为黄河南路站）。